# Dicotylichthys
Dicotylichthys is een monotypisch geslacht van straalvinnige vissen uit de familie van egelvissen (Diodontidae). Het geslacht is voor het eerst wetenschappelijk beschreven in 1855 door Johann Jakob Kaup.

## Soort
- Dicotylichthys punctulatus Kaup, 1855